# 햄프스티드 히스

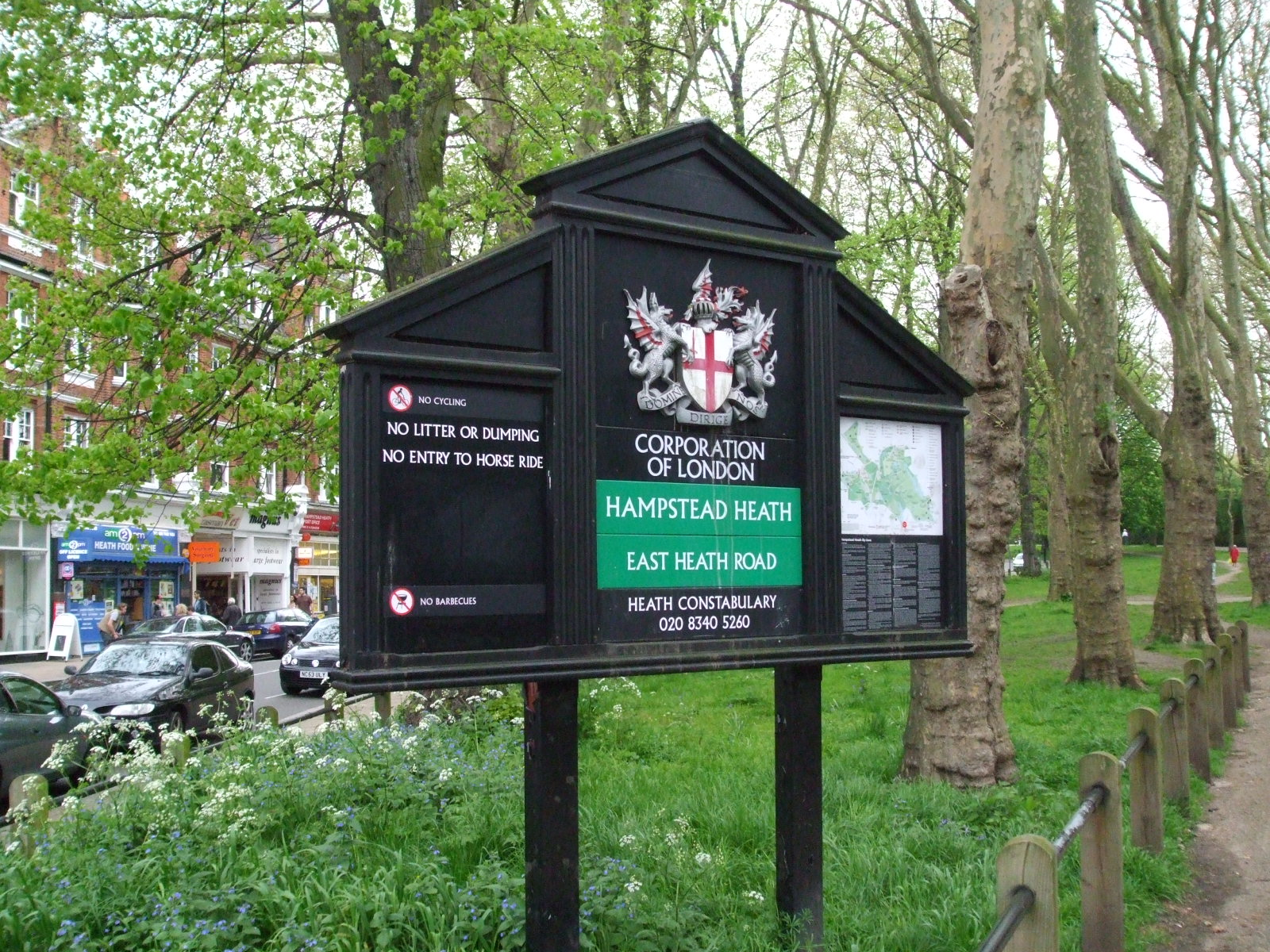
햄프스티드 히스

햄프스티드 히스(영어: Hampstead Heath)는 영국 런던 햄프스티드에 위치한 공원이다.